# Eraclidi

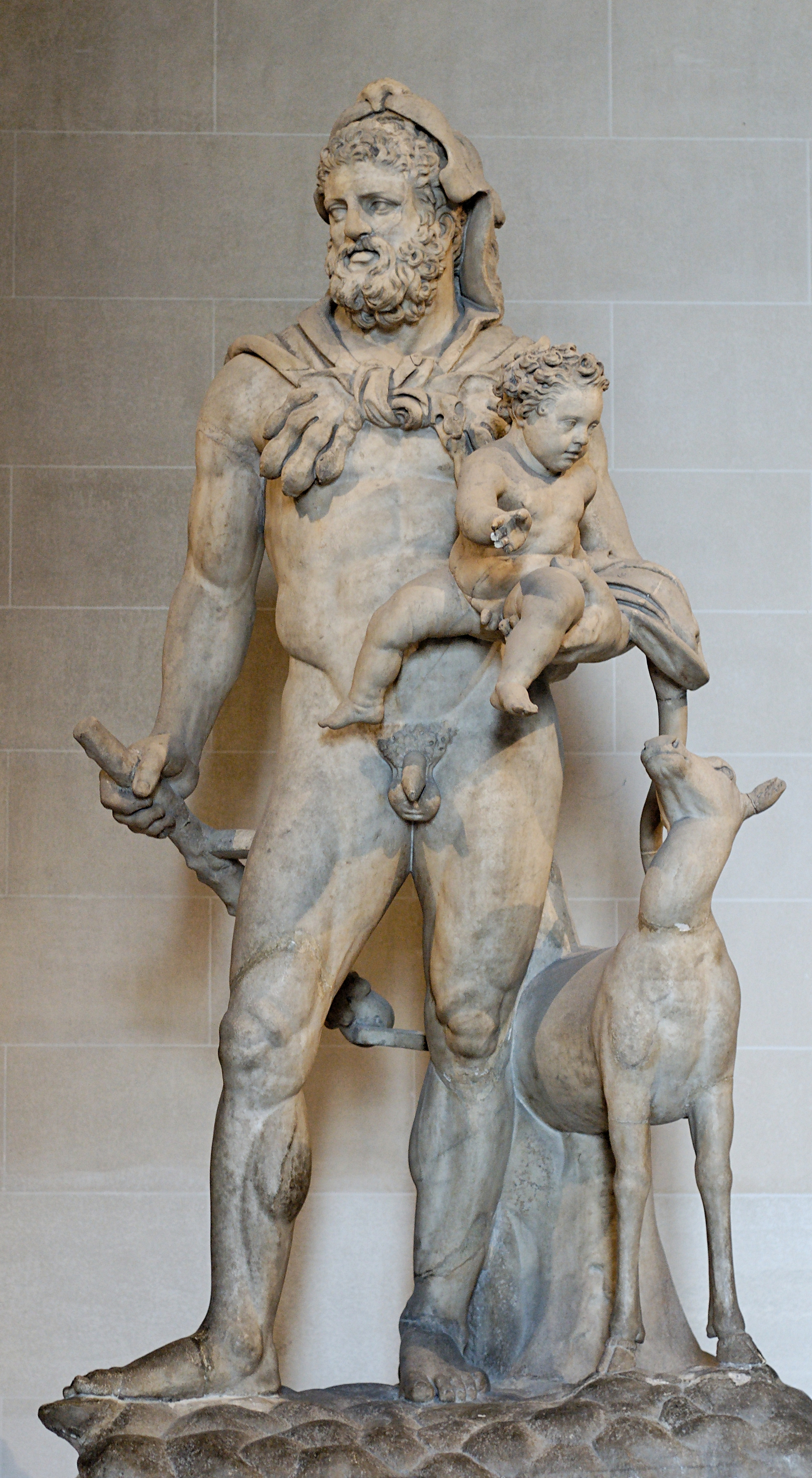
Eracle e suo figlio Telefo. Marmo, copia romana del I-II secolo da un originale greco del IV secolo a.C.

Gli Eraclidi (in greco antico: Ἡρακλεῖδαι?, Hēraclêidai), nella mitologia greca, sono sia i figli di Eracle, in particolare di Eracle e Deianira, sia i loro discendenti. Gli Eraclidi svolgono un ruolo di primo piano nella mitologia greca, in quanto conquistarono il Peloponneso e altre aree dell'antica Grecia nei decenni successivi alla guerra di Troia. Gli storici e i mitografi hanno individuato un parallelismo tra il cosiddetto ritorno degli Eraclidi e l'invasione dorica, evento storico avvenuto verso il 1100 a.C.. Le dinastie che rivendicavano una discendenza da Eracle governarono la Grecia e la Macedonia per molto tempo, e anche Alessandro il Grande faceva risalire la sua dinastia a Temeno, discendente di Eracle.

## Figli di Eracle e Deianira
- Illo
- Ctesippo
- Gleno
- Onite
- Macaria[1]

### Discendenti
- Cleodemo (figlio di Illo)
  - Aristomaco
    - Cresfonte
    - Temeno
    - Aristodemo

## Figli di Eracle ed Onfale
Vengono definiti Eraclidi anche i discendenti di Eracle e della regina della Lidia, Onfale, figlia del fiume Iardano. La discendenza di Eracle avrebbe governato sulla regione per 505 anni, per essere poi detronizzata, dopo Candaule, da Gige, fondatore della dinastia mermnade. Tale ramo degli Eraclidi affermava di discendere dal dio del Sole che i Lidi chiamavano Sandone e i Greci identificavano, appunto, con Eracle.

## Altri Eraclidi
I capitani achei Tlepolemo, Fidippo e Antifo, che parteciparono alla guerra di Troia, possono essere annoverati tra gli eraclidi, in quanto rispettivamente figlio e nipoti di Eracle. 
Una delle tribù di Atene e alcuni re di Corinto venivano fatti risalire a Antioco, figlio di Eracle e della principessa dei driopi Meda.

## Mitologia
Quando Eracle ascese tra gli dei, i suoi figli, per sfuggire alla persecuzione di Euristeo, si rifugiarono presso Ceice, re di Eraclea Trachinia; ma Euristeo, minacciando guerra, chiese a Ceice di consegnarli. Gli Eraclidi allora lasciarono Eraclea Trachinia e si dispersero per tutta la Grecia. In seguito chiesero la protezione degli Ateniesi, di cui era re Teseo, che non solo non li consegnò, ma dichiarò guerra al loro persecutore. I figli di Euristeo caddero in battaglia, e lo stesso Euristeo fuggì, ma, presso le Rocce Scironidi fu raggiunto e ucciso da un figlio di Eracle, Illo. Questi tagliò la testa ad Euristeo e la portò in dono alla madre di Eracle, Alcmena. Secondo Pausania e Pindaro Euristeo fu invece ucciso da Iolao, nipote di Eracle, e figlio del fratellastro di questi, Ificlo. Secondo Strabone invece Euristeo cadde in battaglia a Maratona.
Pausania riporta però una versione differente. Racconta, infatti, che fu lo stesso Ceice a suggerire agli Eraclidi di rifugiarsi presso Atene, poiché questa «aveva forze sufficienti per proteggerli»; Teseo si rifiutò di consegnarli a Euristeo, e questo provocò la guerra. Secondo un oracolo, Atene l'avrebbe vinta se uno dei figli di Eracle fosse stato sacrificato: Macaria, figlia di Eracle e Deianira, si uccise, e gli Ateniesi, vittoriosi, le dedicarono a Maratona una fonte, chiamata appunto fonte Macaria. Secondo Euripide gli Eraclidi si rifugiarono non da Teseo, ma dai suoi discendenti.

### Il ritorno in patria
Dopo la morte di Euristeo, secondo Apollodoro, gli Eraclidi tornarono nel Peloponneso, ma a un anno dal loro ritorno una pestilenza si abbatté sulla Grecia, e l'oracolo disse che ciò era avvenuto perché erano tornati troppo presto in patria. Così abbandonarono nuovamente il Peloponneso e tornarono a Maratona. Illo, che nel frattempo, come voluto dal padre aveva sposato Iole si recò a Delfi per consultare l'oracolo e sapere quando sarebbero potuti tornare. Questi rispose che sarebbero potuti tornare “alla terza messe”. Illo pensò che significasse tre anni, e, lasciato passare quel tempo, ritornò in Attica con il suo esercito, che venne però attaccato e sconfitto da Tisameno, figlio di Oreste, che allora regnava su Sparta. Gli Eraclidi allora consultarono nuovamente l'oracolo e appresero che con “terza messe” non s'intendevano tre anni, bensì tre generazioni.
Temeno, figlio di Aristomaco, che apparteneva alla terza generazione dopo Illo stava organizzando l'esercito e la flotta per invadere il Peloponneso, quando si presentò un indovino, di nome Carno, che predisse la distruzione dell'esercito se fossero andati nel Peloponneso; allora Ippote, uno degli Eraclidi, lo uccise. Dopo l'omicidio la flotta andò distrutta e l'esercito fu vittima di una carestia. Temeno allora consultò l'oracolo, e il dio disse che l'uccisore dell'indovino dovesse essere esiliato per dieci anni. Aggiunse che dovevano eleggere come capo un “trioculo”, qualcuno con tre occhi. Gli Eraclidi si misero in cerca di quest'uomo e infine si imbatterono in Ossilo. Questi era in sella ad un cavallo con un occhio solo. Gli Eraclidi ritennero che Ossilo fosse il personaggio indicato dall'oracolo e lo fecero loro comandante. Con Ossilo a capo dell'esercito tornarono nel Peloponneso, e uccisero Tisameno, re di Sparta.

## Riferimenti storici
Il ritorno degli Eraclidi sarebbe il ricordo leggendario dell'invasione dorica, avvenuta verso il 1100 a.C. Secondo altri, poi, gli Eraclidi furono anche i fondatori di Sparta, dopo aver distrutto la Sparta micenea (più precisamente Lacedemone). Da loro discesero secondo la tradizione i due Re di Sparta esistenti in epoca storica, tra cui Leonida I. Secondo il mito, apparteneva agli Eraclidi anche la dinastia argeade del Regno di Macedonia, in quanto discendenti dal citato Temeno re di Argo, pronipote di Eracle.